# Чарлс Таун (Западна Вирџинија)
Чарлс Таун (енгл. Charles Town) град је у америчкој савезној држави Западна Вирџинија.

## Демографија
По попису из 2010. године број становника је 5.259, што је 2.352 (80,9%) становника више него 2000. године.
| Група             | 2000.         | 2010.         |
| Белци             | 2.242 (77,1%) | 3.802 (72,3%) |
| Афроамериканци    | 510 (17,5%)   | 698 (13,3%)   |
| Азијати           | 30 (1,0%)     | 113 (2,1%)    |
| Хиспаноамериканци | 74 (2,5%)     | 473 (9,0%)    |
| Укупно            | 2.907         | 5.259         |